# Tmesibasis imperatrix
Tmesibasis imperatrix is een insect uit de familie van de vlinderhaften (Ascalaphidae), die tot de orde netvleugeligen (Neuroptera) behoort. 
Tmesibasis imperatrix is voor het eerst wetenschappelijk beschreven door Van der Weele in 1909.